# Draxeni (okręg Vaslui)
Draxeni – wieś w Rumunii, w okręgu Vaslui, w gminie Rebricea. W 2011 roku liczyła 848 mieszkańców.